# Лесницкий, Григорий Софоньевич
Григорий Софоньевич Лесницкий (укр. Григорій Лісницький; ? — † 1664) — генеральный судья и миргородский полковник Войска Запорожского.

## Биография
Богдан Хмельницкий назначил Лесницкого полковником в Миргород на место Матвея Гладкого. Впоследствии Хмельницкий сделал его своим генеральным судьею и, незадолго перед своей смертью, отправил его наказным гетманом в поход против татар. Лесницкий, по-видимому, рассчитывал получить булаву после Хмельницкого, так как, когда к нему дошло известие о смерти гетмана (в 1657 году), он не хотел отдавать знаки гетманского достоинства посланным за ними как от Юрия Хмельницкого, так и от Выговского. В конце концов бунчук и булаву у него отобрали насильно. После этого Лесницкий стал поддерживать кандидатуру Выговского и отговаривать молодого Юрия Хмельницкого от гетманства. С избранием в гетманы Выговского (в 1657 году), Лесницкий стал ревностным сторонником его идеи о подчинении Малороссии Польше. С этою целью он, приехав, после смерти Хмельницкого, из Чигирина в Миргород, куда был снова поставлен полковником от Выговского, стал подстрекать там казаков против Москвы, поддерживая распускаемые Выговским слухи о том, что царь хочет уничтожить все их вольности, поставить по городам воевод, ограничить численность казачьего войска и т. д.; но противодействие популярного полтавского полковника Пушкаря помешало Лесницкому.
Приехавший в октябре 1657 года к Выговскому стряпчий Рагозин много слышал рассказов о том, что Лесницкий «отводил» казаков и мещан от московского царя, — поэтому Выговскому и Лесницкому пришлось хитрить с московским правительством. Посланные гетманом в Москву люди с известием об избрании его в гетманы заявляли в Москве, что гетман очень недоволен Лесницким за то, что он распространял слухи, будто царь хочет отнять от казаков прежние вольности, и за это лишил Лесницкого права участия в войсковой раде. Однако Пушкарь продолжал борьбу против Выговского и Лесницкого и добился смещения его с полковнического уряда. Выговский отправил в 1658 г. в Москву посланцем своим Лесницкого с жалобой на полтавского полковника. В Москве Лесницкий просил усмирить Пушкаря, просил о присылке во все города царских воевод и о составлении новых реестров казакам с целью ограничения перехода мещан в казаки. Такие просьбы шли вразрез с желанием народной партии, главой которой являлся Пушкарь, и представляя их, Лесницкий хотел, с одной стороны, выказать свою верность Москве, с другой, возбудить недовольство народа против Москвы. В то же самое время Пушкарь писал в Москву доносы на Выговского и Лесницкого; московское правительство, не зная, кому верить, и не желая отдавать предпочтения Пушкарю, который в глазах его являлся бунтовщиком против законной власти, не послало Пушкарю своевременной помощи, из-за чего он и погиб в 1658 году. После смерти Пушкаря Выговский с Лесницким стали открыто на сторону Польши. Взяв несколько городов, которые ориентировались на Москву, в том числе в феврале 1659 года и Миргород, Выговский снова поставил туда полковником Лесницкого, который и ездил затем от Миргорода на сейм в Варшаву, когда там получило своё начало основанное по мысли Выговского «Великое княжество Русское». Выговский вскоре после этого бежал, причем Лесницкий успел вовремя от него дистанцироваться. По крайней мере, в сентябре 1659 года Лесницкий вместе с полковником Яковом Лизогубом ездил к Выговскому в Белую Церковь с требованием от войска о возвращении гетманских бунчука и булавы. Однако в статьях об избрании Юрия Хмельницкого (17 октября 1659 года) было постановлено, между прочим, чтобы Лесницкому, как «советнику» Выговского, урядов никаких не давать и в раде никакой не быть, вследствие чего он потерял своё полковничество, но в декабре того же года посланцы Хмельницкого выпросили в Москве Лесницкому, в числе прочих, прощение, — и он был вновь назначен генеральным судьею.
Когда Юрий Хмельницкий решил поддаться Польше, Лесницкий был деятельным сторонником этого замысла; впоследствии, в октябре 1662 года он же ездил к королю с просьбой Юрия о сложении с него гетманства, которое и передано было Павлу Тетере. В 1662 году судьба столкнула Лесницкого с Выговским: оба они, находясь во Львове, записались в это время во Львовское Успенское братство; погибли они также вместе, — в 1664 году были расстреляны поляками.